# سیدی مخلوف (الاغواط)
سیدی مخلوف (الاغواط) (به عربی: سيدي مخلوف) یک شهرداری در الجزایر است که در استان الاغواط واقع شده‌است. سیدی مخلوف ۸٬۰۶۱ نفر جمعیت دارد.